# Río Dives
El río Dives (también llamado Dive) es un corto río costero de Francia, que discurre íntegramente por la región de Normandía. Nace cerca de Exmes, en el departamento de Orne, y desemboca en el canal de la Mancha en Dives-sur-Mer (Calvados), tras un curso de 105 km.
El estuario del Dives es un puerto natural de gran importancia histórica; fue una de las vías de acceso de los normandos a la región. También fue el punto de partida de Guillermo el Conquistador para apoderarse de Inglaterra en 1066.